# Brechin City F.C.
Brechin City Football Club – szkocki klub piłkarski z siedzibą w Brechin.

## Historia
Klub został założony w 1906. W swojej historii grał łącznie przez 41 sezonów na drugim szczeblu rozgrywkowym – 32 w ramach Second Division, osiem w First Division oraz jeden w Championship, ostatni raz w sezonie 2017/2018.

## Reprezentanci kraju grający w klubie
stan na styczeń 2025
|  | - Aleks Petkow - Julian Wade - Harry Hampton - Alan Kernaghan - George O'Boyle - Antons Kurakins - David Bates - Stevie Crawford - Davie Duncan |  | - John Gilmour - Garry Kenneth - Denis Lawson - Willie McNaught - Bob Middleton - Ian Murray - Derek Riordan - Harry Ritchie - Scott Robertson |